# ヴァルター・ウルブリヒト
ヴァルター・エルンスト・パウル・ウルブリヒト（ドイツ語: Walter Ernst Paul Ulbricht、1893年6月30日 - 1973年8月1日）は、ドイツの共産主義者の政治家。1950年から1971年までドイツ社会主義統一党の第一書記（書記長）を、1960年から1973年まで国家元首である国家評議会議長を務め、ドイツ民主共和国（東ドイツ）の建国と初期の発展に中心的な役割を果たした。

## 来歴・人物

### 生い立ち
ウルブリヒトはライプツィヒで仕立て屋の息子として生まれた。両親ともドイツ社会民主党 (SPD) の熱心な活動家であった。ヴァルターは小学校に通った後、指物師の修行をしつつドイツ社会民主党の活動にも加わった。1915年より1917年まで彼は第一次世界大戦に出征し、ガリツィアおよびバルカン戦線で戦った。戦争に当初より反対していた彼は1917年に部隊から脱走し投獄されたが、ドイツ革命の只中の1918年に出獄した。

### 戦間期の政治活動
戦争に出る前の1912年、ウルブリヒトはドイツ社会民主党に加入している。戦後、1920年に彼はドイツ共産党 (KPD) の党員となり、1924年から1925年にかけてモスクワの国際レーニン学校でコミンテルンの指導を受けた。1926年、彼はザクセン州の州議会議員に当選、1928年から1933年には国会（ライヒスターク）議員も務めた。
1933年のナチスの政権獲得まで、ドイツではナチスの「突撃隊」や共産党の「赤色戦線戦士同盟」に代表されるような左右の政党の私兵部隊が示威行動を起こし、各地で騒動が頻発していた。双方の行動部隊や支持者、警察が入り乱れての暴力ざたもしばしば起こった。1931年、ベルリンの共産党員は警察が共産党のデモ隊員一人を殺すごとに警官を二人殺すことを決定、これを受けてウルブリヒトは同志のハインツ・ノイマン (Heinz Neumann) とハンス・キッペンベルガー (Hans Kippenberger) と共謀して警官二名を殺す計画を立て、エーリッヒ・ミールケら党員に警官殺害を実行させている。社会民主主義を敵視する社会ファシズム論が主流だった1932年、コミンテルンはドイツ共産党に社会民主党の敵であるナチスとの協力を指示し、ウルブリヒトはナチスのプロパガンダ担当者だったヨーゼフ・ゲッベルスと組んでそれぞれの構成員や労働者組織に同時ストライキを起こさせた。ストライキではナチスと共産党の双方の党員が共に行進し示威行動を行ったが、ストは5日で収束した。
1933年1月にナチスが政権を握ると、共産党員と社会民主党員の大規模な弾圧が始まった。共産党指導者エルンスト・テールマンが3月3日にゲシュタポに逮捕されると、ウルブリヒトは代わりの指導者となるよう担ぎ上げられた。指導者の座を争う他の有力党員達はすでにソビエト連邦において粛清されており、うちキッペンベルガーの殺害にはウルブリヒトの関与も指摘されている。
ウルブリヒトは1933年から1937年までパリとプラハに亡命した。ハインリヒ・マンが指揮するパリの反ナチス組織、「ドイツ人民戦線」は、コミンテルン指導下の組織を代わりに置こうとするウルブリヒトが背後で仕掛けたキャンペーンによって崩壊した。ウルブリヒトはパリにいた共産党創始者の一人ヴィリ・ミュンツェンベルク (Willi Münzenberg) にソ連に行くよう勧めたが、ミュンツェンベルクは拒否した。彼がソ連に行けば内務人民委員部 (NKVD) に逮捕粛清される運命が待っている、と両者とも考えていたと思われる。ミュンツェンベルクは1940年10月に森の中で吊るされるという、他殺とも自殺ともつかない謎の死を遂げた。一方ウルブリヒトは1937年から1945年までをソ連で過ごした。

### 独ソ戦
1941年のドイツのソ連侵攻後、ウルブリヒトは内務人民委員部監督下のドイツ人共産主義者グループで活動した。彼らはソビエトのプロパガンダ文書をドイツ語に翻訳し、東部戦線のドイツ軍への宣伝放送を行い、捕虜となったドイツ軍士官に対する尋問を行い、後に自由ドイツ国民委員会を組織した。1943年2月、ドイツ第六軍が降伏しスターリングラード攻防戦が終結すると、ウルブリヒトやヴィルヘルム・ピーク（後の東ドイツ初代大統領）らは、ドイツ軍捕虜らが強制的に参加させられたスターリングラード中心部での共産主義集会を指揮した。この間、ソ連の人民委員会議副議長（副首相）ラヴレンチー・ベリヤはウルブリヒトを「かつて見たことのない大馬鹿者」と述べている。陰では現実的な考えを持っていたベリヤに対し、ウルブリヒトは現実的ではなく、心の底からスターリニズムを信じきっていた人物だったからという。

### 東ドイツ建国

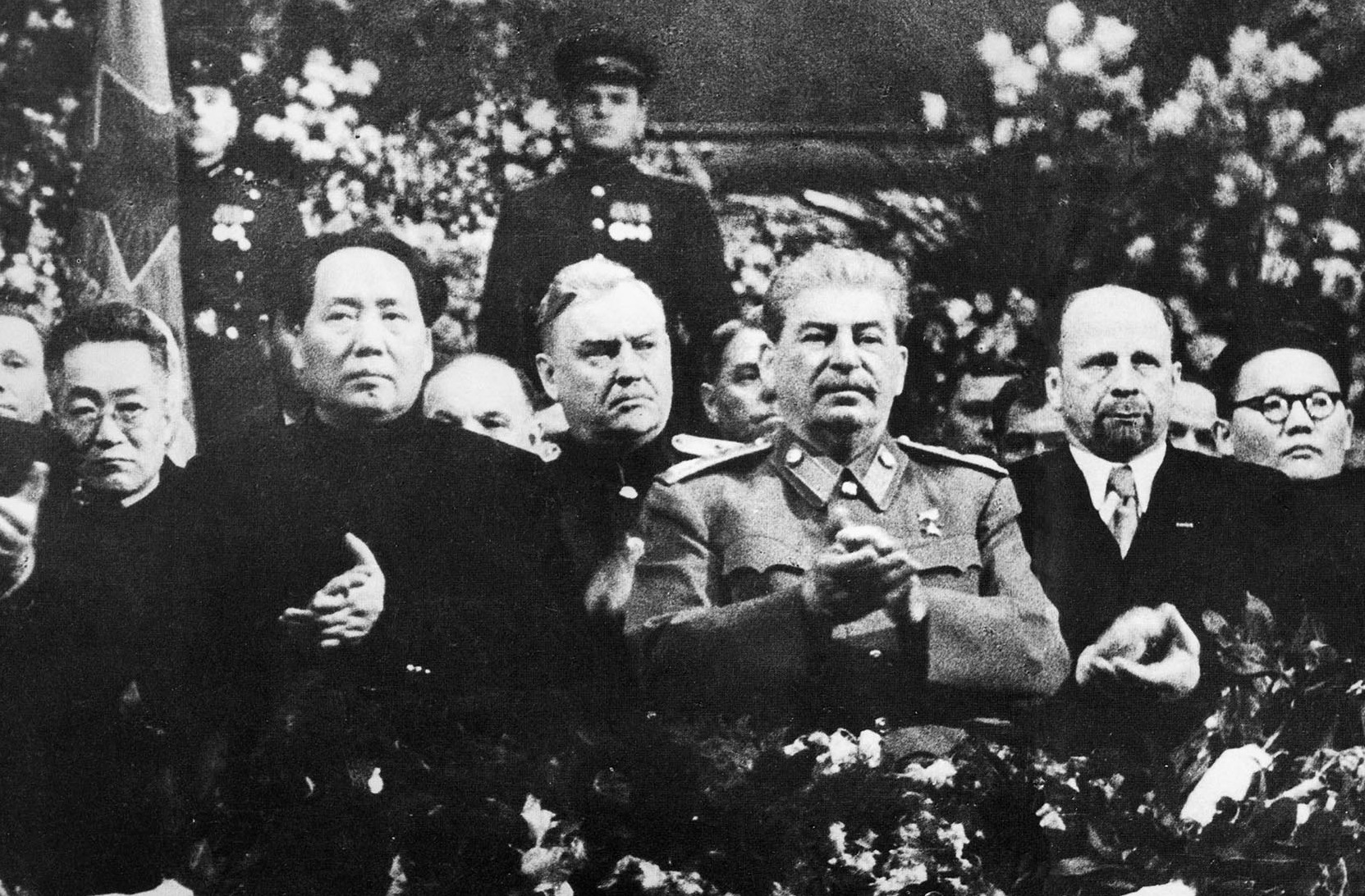
1949年、スターリン70歳を祝う
毛沢東、ブルガーニン、スターリン、ツェデンバル（モンゴル）らとウルブリヒト

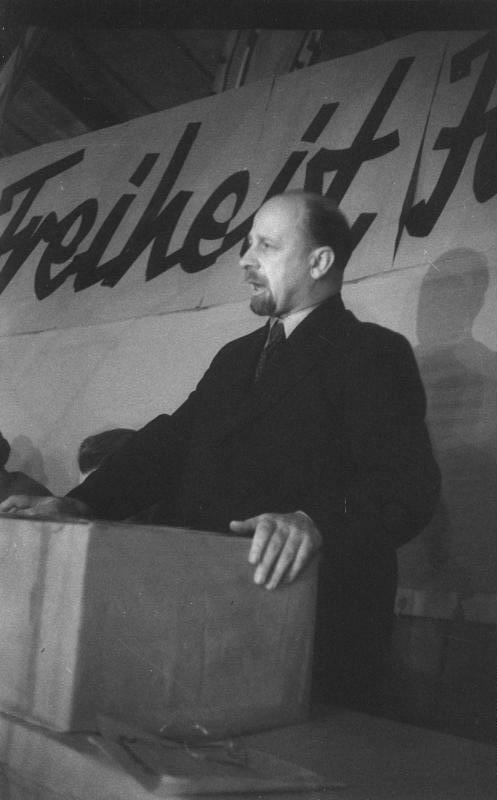
SED党大会で演説するウルブリヒト書記長（1946年9月）

1945年4月、「ウルブリヒト・グループ」はソ連から占領下のドイツに送られ、正統的スターリン主義に基づいてドイツ共産党(KPD)の再建を始めた。1946年ソ連占領地区で、ドイツ共産党とドイツ社会民主党(SPD)が半強制的に合併させられ、スターリン主義政党ドイツ社会主義統一党（SED）が誕生した。ウルブリヒトはSEDの成立過程でKPDが主導権を握るように画策した中心人物となり、SPDのメンバーだった党員に対する激しい粛清がこの時期に行われたとされている。
1949年10月、ソ連占領地区がドイツ民主共和国となると、ウルブリヒトはSEDの中央委員会書記長（後に第一書記）に就任し、同時にヴィルヘルム・ピークが国家元首である大統領、オットー・グローテヴォールが首相となったが、実権はウルブリヒトが掌握していた。1953年、スターリンの死後に東ベルリン暴動が起きると、ドイツ駐留ソ連軍の手も借りてこれを鎮圧する。
1956年、ソ連でニキータ・フルシチョフによるいわゆるスターリン批判が行われると、それまでスターリン主義に忠誠を誓っていた東欧諸国にも動揺が走ることになる。ウルブリヒトは「マルクス主義の古典には、スターリンは数えられない」とノイエス・ドイチュラントで発表。それまでの立場を一転、スターリン主義に対して批判的になった。これに対して、党内で反対派が巻き返しを図るもウルブリヒトは逆に彼らを失脚に追い込むことに成功した。1957年、ソ連の対外活動の顔だった第一副首相アナスタス・ミコヤンが訪独すると、ウルブリヒトは北部ロストック県（現在のメクレンブルク＝フォアポンメルン州北部）のトリンヴィラースハーゲンにあった集団農場に彼を招き、東ドイツの農業集団化の進展を紹介した。この頃には、人民所有企業の労働者の給料は平均約7％上昇している。また、ツヴィカウの自動車工場から初めて自家用車トラバントが出荷された。1958年には、第三回全党協議会で目標としていた配給制の廃止を実行できた。これは生活物資の値上げにつながったものの、経済成長と相まって、消費財の配給も改善した。
1955年に第一副首相となり、1960年にピークが没すると彼は大統領制を廃止し、国家評議会議長として国家元首も兼任した。同年までに、ウルブリヒトはポツダムにあった衛戍教会、ポツダム宮殿（Potsdamer Stadtschloss）などの戦災で被災した王政時代の歴史的建造物を破壊するという暴挙に出て、市民の反発を買った（ドイツ統一後、前者は再建の準備が進められており、後者は2013年に再建され、ブランデンブルク州議会議事堂として使用されている）。

### ベルリンの壁建設
ウルブリヒトの性急な社会主義政策は、他方で急速な農業集団化や国有化で経済の混乱を引き起こした。自営農民達の西ドイツへの逃亡や軍需に応えた重工業への傾斜生産などから食糧・日用品の不足を招き、東ドイツの生活水準は急低下した。東西ベルリンを通じた国民の脱出を防ぐため、1961年にはベルリンの壁建設に至っている。彼は取材に対し「西ベルリンを囲う計画などない」と強力に否認したものの、そのわずか2ヵ月後の8月13日から壁の建設が開始されている。彼は1968年のチェコスロヴァキアの改革運動「プラハの春」に強い懸念を示し、ワルシャワ条約機構軍による8月の軍事介入とその後のチェコスロヴァキア国内の抑圧に賛同するなど、強硬なスターリン主義者として西側には見られていた。しかし、ウルブリヒトはスターリンとは違い、自身に対する個人崇拝は確立しなかったほか、反対派を刑務所へ送ることはしたものの、他の東欧諸国のような処刑は努めて避けている。

### 外交
ベルリンの壁建設以降、ソ連との関係はぎくしゃくしていた。ウルブリヒトはソ連に国際法上の承認を得るために、東欧諸国内で東ドイツとの立場を承認するよう強く求める。他方、ベルリンの壁を建設したにもかかわらず、西ドイツに対しては双方での協議とドイツ統一を呼びかけ続けた。1964年5月には、ウルブリヒトは西ドイツ首相ルートヴィヒ・エアハルトにドイツ分断の克服を目指すべきとする書簡を送っている。彼はこの中で、ハルンシュタイン・ドクトリンの放棄を求めた。その上で、両ドイツの漸進的な軍縮と、両国の議会から同数選出される代表者からなるドイツ評議会の設置を提案する。しかし、この提案は西ドイツ政府から未開封のまま送り返され、無視された。
他方、東ドイツとの事実上の外交関係を持つ国は、第三世界で増加していた。特に、アラブ諸国との関係改善が石油資源の獲得の為に模索され、反シオニズムを標榜してイスラエルには敵対的な姿勢を取った。1965年にウルブリヒトはエジプトを訪問した。当時イスラエルは、西ドイツから軍事援助を受けていると報道で明らかになっていた。エジプト大統領ガマール・アブドゥン＝ナーセルは西ドイツを牽制するために、東ドイツとの関係強化を図る。両国は正式な国交樹立までには至らなかったが、経済支援の約束を取り付けた。同年、ユーゴスラビアのヨシップ・ブロズ・チトーがベルリンを訪れた。

### 新経済システム導入
1963年以降、ウルブリヒトとその経済アドバイザーのヴォルフガング・ベルガーは、「新経済システム」（Neues Ökonomisches System、略称NÖS）を通じてより効率的な国家経済を作ろうと試みた。これは中央による計画経済のもとで、企業の独自採算制を導入するなど地方や各企業に対し決定権を大幅に移譲しようというものであった。この政策導入の理由は各企業の責任感を大いに刺激するだけでなく、決定権は時には現場が握ったほうがうまくいくことに気がついたからでもあった。ウルブリヒトの原理のひとつは政治や経済の「科学的な」実行であり、時には社会学や心理学も応用するものの、自然科学を政治や経済の運営に当たって全面的に活用した。新経済システムは、過去に起こった経済の失敗を訂正し、「壁」による国民流出の低下もあいまって1960年代の東ドイツ経済を効果的に発展させることになる。
しかしながら、この政策は党内では評価はあまり良いものではなく、1965年以降、側近のエーリッヒ・ホーネッカーや彼を支援するソ連指導者レオニード・ブレジネフの指導の下、新経済システムに対する反対派が次第に大きくなってきた。ウルブリヒトの自然科学応用への没頭は、経済の管理権を党指導部から現場の専門家達へと委譲するものであり、イデオロギー上の強硬派からは共産主義理論から離れつつあるとして違和感をもって見られるようになっていった。
また、自国の経済発展に自信を深めたウルブリヒトは東ドイツが社会主義国のモデル国家であると誇るようになったが、これは当然ソ連指導部の不興を買った。さらにウルブリヒトは、西ドイツのブラント首相による東方外交によって西ドイツとソ連やポーランドとの関係が改善することにも反対したため、ソ連指導部はソ連共産党の意向に従わないウルブリヒトを疎んじるようになっていった。

### 晩年
1971年1月、ホーネッカー以下13名の政治局員とその候補が連名で、ウルブリヒトの解任をソ連のレオニード・ブレジネフに要請した。5月3日、ウルブリヒトは「老齢と健康上の理由」でドイツ社会主義統一党第一書記の座を退き、第一書記を（ソ連の信任の厚い）ホーネッカーに譲った。西ドイツでは長らく、彼の解任の原因は、両独条約交渉で強硬な姿勢をとっていたがゆえではないかと考えられてきた。しかし、実態は異なり、ウルブリヒト本人は関係改善に熱心であり、むしろそれを邪魔したのがホーネッカーだと見られている。
ウルブリヒトは引続き国家元首である国家評議会議長には留まり、また「ドイツ社会主義統一党議長」という名誉職が彼だけのために創設されたが、実権はホーネッカーに移った。彼は1973年8月1日、東ベルリン近郊で死去し、大規模な国葬で見送られた。しかし彼の名を冠した街路や工場、公共施設などは彼の死後短期間で改名され、公式の歴史叙述からもウルブリヒトの名は消されてしまった。

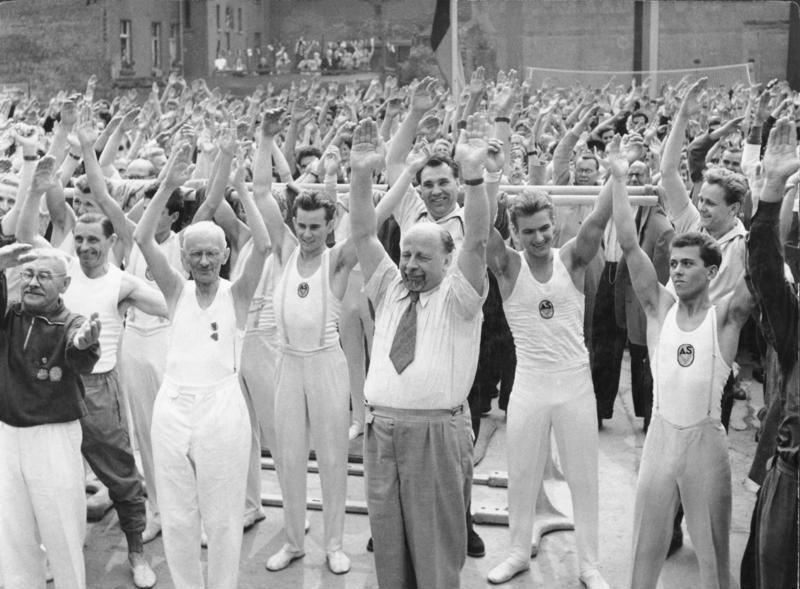
ドイツ・スポーツ祭で市民と共に（1959年8月15日、ライプツィヒ）

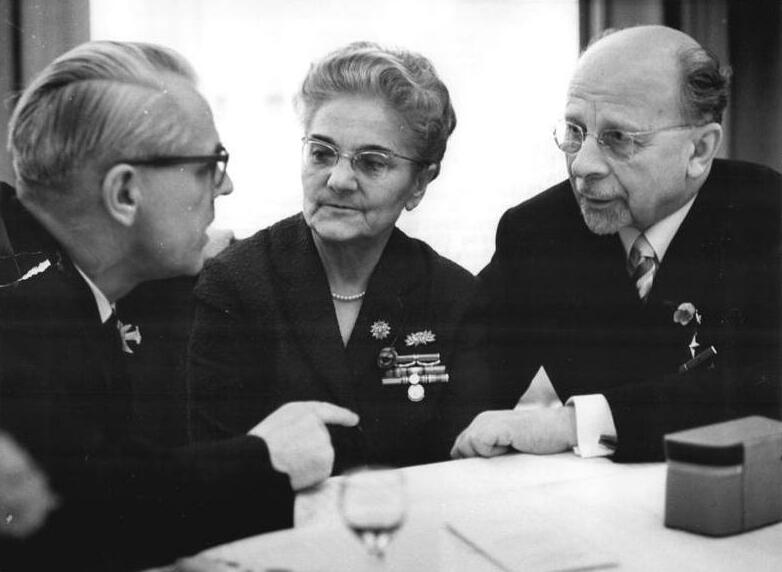
ウルブリヒトと妻ロッテ。左端はシュトフ首相（1967年3月）

## 私生活
彼は二度結婚した。1920年にマルタ・シュメリンスキー (Martha Schmellinsky) と結婚し、1953年には党の活動家で部下だったロッテ・ウルブリヒト（Lotte Ulbricht、1903年 - 2002年）と再婚している。ロッテとの間にはソ連からの養子、ベアーテ（Beate、1944年 - 1991年）を迎えていた。ロッテはヴァルターが最高指導者の地位を退くまで、夫の部下を従わせるほど権勢を誇り、「鉄の女」とも呼ばれた。ベルリンの壁崩壊後、NHKは大型企画「社会主義の20世紀」で彼女の取材を試みたが、拒絶された。
その風体から「ヤギひげ」、またその口癖から「ヌー・ヌー」（「同意」を意味するザクセン方言）とあだ名されていた。また国民には隠れてそのライプツィヒ方言の訛りをふざけて真似る者も多かった。

## 受勲
1963年6月29日にはソ連邦英雄の称号を受けた。また1965年のエジプト訪問の際にはナセル大統領からナイル勲章を受けた。

## 語録
- 東側が強硬措置を取る、という噂が流れ、西側の新聞記者がウルブリヒトに質問したところ「我々の首都の労働者はその全力を主に住宅建築に注いでいる。誰も壁を作ろうなどと思ってはいない」と口を滑らせた（1961年6月15日、記者会見で。それから2ヶ月も経たないうちに「ベルリンの壁」が建設された）。
- 「我々は西側から来た汚物を本当にコピーしなくてはならないのか？私が思うに、同志たちよ、イェー・イェー・イェー (Je-Je-Je) と繰り返すことは、それが『はい (Ja)』を意味するように、もうやめさせなくてはならない」（1965年、党中央委員会での演説。ビートルズの『ビートルズがやって来るヤァ!ヤァ!ヤァ!』の流行を受けての発言）

## 評価

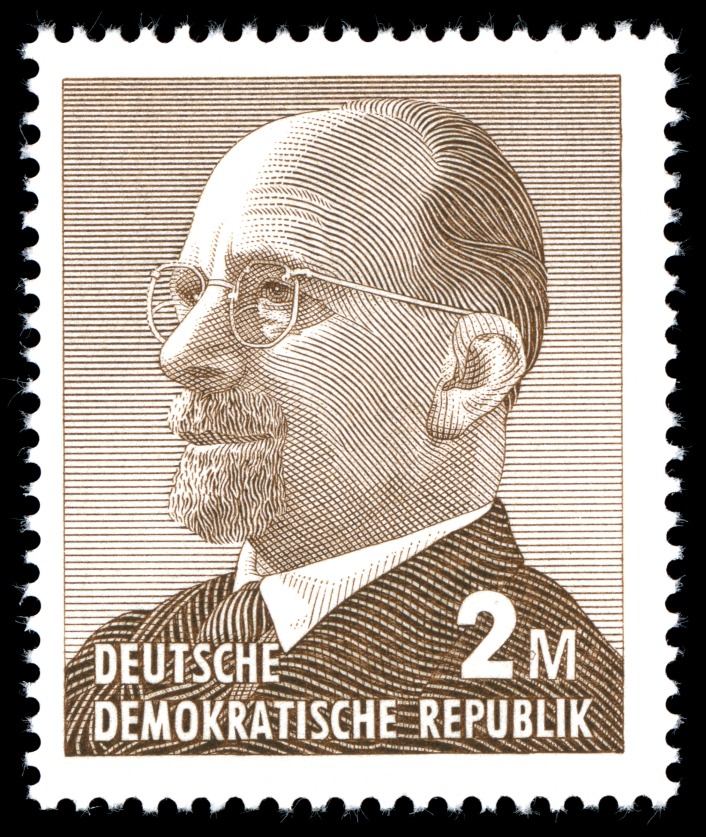
ウルブリヒトを記念した切手（1969年）

ウルブリヒトは生涯にわたりレーニン主義とスターリン主義に忠誠を誓い、妥協はほとんどしない人物であった。融通が利かず人当たりも良くないため、大衆の愛情や尊敬を集める対象とはならなかった。ウルブリヒトは東ドイツ国民に比較的人気のあった前の大統領ピークと違い全く人気がなかった。しかし彼は、二つ以上の困難な状況に巻き込まれないようにするにはどうすれば良いか理解している、抜け目なく知的な政治家だった。東ドイツの政治経済をある程度安定させて東側の優等生国家としたが、国民の生活水準を西側並みに引き上げることはついにできなかった。